# Safíovci
Safíovci (persky صفویان‎, ázerbájdžánsky Səfəvilər) byli turkojazyčnou ázerbájdžánskou dynastií, která vládla Persii v letech 1501–1736 a učinila ze ší'ismu státní náboženství své říše.
Safíovci jsou pojmenováni po zakladateli sufijského řádu Safavijja, šejkovi Safímu al-Dín Išakovi (1252–1334). Původně byli sunnity a teprve později přešli k ší'itskému islámu, konkrétně k větvi dvanácti imámů. Na vrchol se dostali z města Ardabíl, které leží v dnešním severozápadním Íránu, nedaleko Ázerbájdžánu. Ačkoli Safíovci tvrdili, že jsou potomky sedmého ší'itského imáma Músy Kazima, byli rodáky z Ardabílu. Český orientalista Jan Rypka napsal, že Safíovci byli turecká dynastie z Ázerbájdžánu.

## Historie

### Vznik safíovské říše

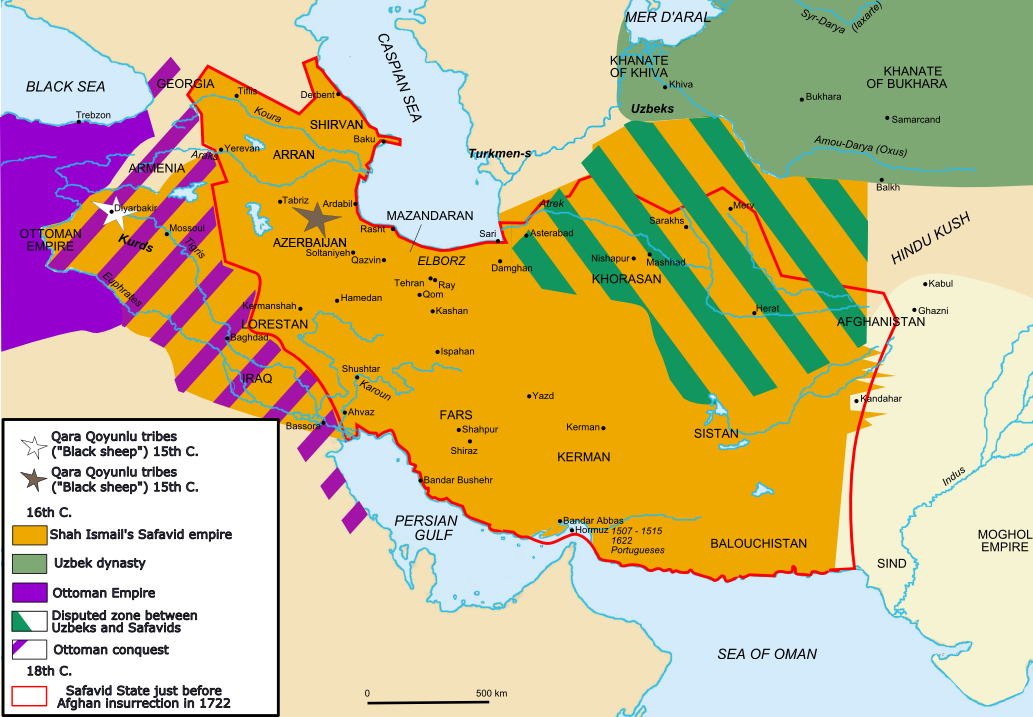
Územní vývoj safíovské Persie

Počátky rodu Safíovců jsou spjaty se šejkem Safím ad-Dínem Ardabílim, který roku 1301 založil v Ardabílu súfijský řád, jenž se od poloviny 15. století postupně militarizoval. Z jeho představitelů vynikl zejména šejch Džunajd, sídlící v Šívánu a udržující dobré styky s turkitskou dynastií Akkojunlu z Diyarbakıru. Za Džunajdova vnuka Ismá‘íla I. (1487–1524) se s pomocí tureckých vojáků, zvaných pro své červené čepice kizilbaši, podařilo roku 1501 dobýt Tabríz a svrhnout hašteřící se vládce z rodu Akkojunlu; krátce nato byla ovládnuta i velká část Persie spolu s Irákem (do roku 1508) a Ismá‘íl přijal titul šáha.
Safíovskou vládu hned od počátku ohrožovali dva nebezpeční soupeři – osmanští Turci na západě a Uzbekové vedení Muhammadem Šajbáním na severovýchodě. Zatímco v případě druhých dosáhl Ismá‘íl rozhodného vítězství roku 1510 u Herátu, střetnutí s osmanským sultánem Selimem I. pro něj skončilo katastrofou – v bitvě na Čaldiránské rovině bylo jeho vojsko rozdrceno a Osmané dobyli dokonce i safíovské sídelní město Tabríz. Tato porážka zbrzdila na jistý čas expanzi nově vzniklého státu.

### Tahmásp I. a jeho nástupci
Ismá‘ílův syn Tahmásp I. (1524–1576), muž silně závislý na svém okolí, bojoval stejně jako otec proti Uzbekům a Osmanům, přičemž musel strpět řadu neúspěchů, především na západě. Podařilo se mu sice udržet ve své moci perský Chorásán, avšak Irák a Ázerbájdžán se ocitly v rukou istanbulského sultána. Oba následující šáhové, Ismá‘íl II. a Muhammad Chodábende, pak postrádali státnické schopnosti, takže teprve čtvrtý vladař dynastie, Abbás I., obnovil safíovskou moc v plném rozsahu.

### Abbás I. Veliký

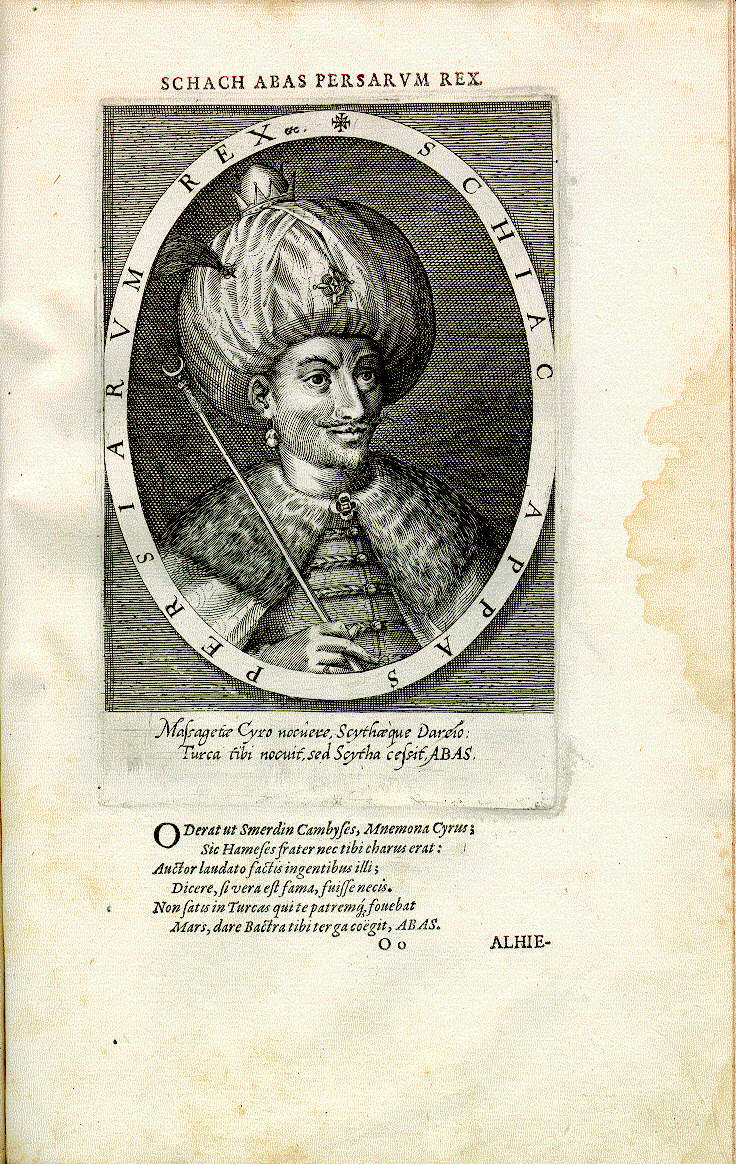
Šáh Abbás I. na soudobém evropském vyobrazení

Za šáha Abbáse (1587–1629) zažila safíovská říše vrcholné období svých dějin – politicky i kulturně. Abbás byl nejmladším synem šáha Muhammada Chodábenda a již v útlém mládí se stal správcem chorásánské provincie, kde vládl jako zcela nezávislý panovník. V roce 1587, kdy byla říše vážně ohrožena vpádem osmanských vojsk, vytrhl tehdy sedmadvacetiletý princ proti otcově rezidenci Kazvínu, zmocnil se města a prohlásil se šáhem. Jedním z jeho prvních kroků bylo odstranění obou starších bratrů, kteří by mohli vznášet nároky na trůn, a potlačení vzpoury palácové gardy; tím si zabezpečil vládu.
S Osmany uzavřel Abbás v roce 1590 mír a musel jim za to odstoupit Tabríz, Šírván, Gruzii a Lúristán. Když takto zajistil klid na západních hranicích, obrátil se proti Uzbekům vedených chánem Abdulláhem II., které rozhodně porazil v roce 1598 u Herátu a odňal jim města Níšápúr, Sabzavár a Isfaráin, jichž se předtím zmocnili. Jeho vojevůdci mezitím obsadili Lúristán spolu s ostrovy v Perském zálivu a na severu dobyli Gílán a Mázanderán. Nyní teprve zahájil Abbás zamýšlenou válku s Turky, s nimiž bojoval šťastně skoro až do konce svého života: v roce 1601 jim odňal Ázerbájdžán, část Arménie a Gruzie a později přidal ke svým ziskům i města Bagdád, Nadžaf a Karbalá v Iráku.
Tyto úspěchy umožnila důkladná reforma vojska, do té doby tvořeného hlavně jízdou, při níž šáh využil služeb dvou anglických dobrodruhů, Anthonyho a Roberta Sherleyů. Jeden příslušník jejich družiny začal pro Peršany odlévat děla a brzy byly zformovány nejen první perské dělostřelecké jednotky, ale i pěchotní oddíly vyzbrojené mušketami (tzv. tufangčíové). Abbás však myslel i na státní reprezentaci, takže jeho sídelní město Isfahán zažilo v té době pravý rozkvět – počet obyvatel stoupl prý až na 600 000. Po celé zemi vznikaly pevné cesty vroubené karavanseráji, budovaly se nové mosty, vzkvétalo hospodářství. Když Abbás v roce 1629 umíral, byla safíovská říše důstojnou protihráčkou obou významných velmocí v oblasti – osmanského impéria na západě a říše Velkých Mughalů na východě.

### Úpadek safíovského státu

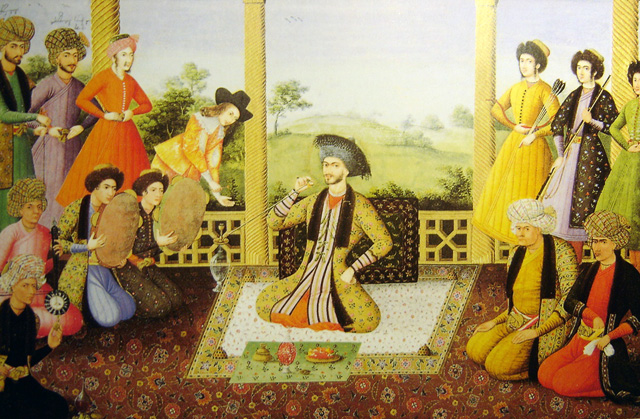
Šáh Safí II. (Sulajmán)

Žádný z pozdějších Safíovců nedosáhl Abbásova formátu. Jeho vnuk a nástupce Safí I. bojoval sice úspěšně s uzbeckými Džánovci, ale ztratil dočasně ve prospěch Velkých Mughalů Kandahár a na západě ve prospěch Osmanů Tabríz a Bagdád. Za Abbáse II. (1642–1666) došlo poprvé k intenzivnějším kontaktům s carským Ruskem, avšak slibně se rozvíjející vztahy ukončil konflikt, provázený vpádem kozáků do Mázandaránu. Na východě se v té době podařilo opět ovládnout Kandahár.
Nový šáh Safí II., známý též pod jménem Sulajmán, musel strpět okupaci přístavu Kišmu Holanďany, útoky a drancování kaspického pobřeží kozáky pod vedením atamana Stěpana Razina a vedl drobnou válku s Uzbeky na severovýchodě, jejichž vpády byly odraženy. Jinak to byl panovník nebojovný, podléhající vlivu harému a eunuchů. Za šáha Husajna (1694–1722) nastal ponenáhlý rozvrat říše, zčásti způsobený šáhovou bigotností a závislostí na bohoslovcích a právnících. Úpadek urychlovaly též společenské faktory, vysoké daně, korupce úřednictva atd.
V roce 1722 oblehl safíovské hlavní město Isfahán náčelník afghánského kmene Ghilzáj Mír Mahmúd, který posléze donutil šáha Husajna k rezignaci a sám převzal vládu. Ačkoli byl brzy zavražděn svým bratrancem Ašrafem, způsobila tato událost úplnou ztrátu vážnosti safíovského rodu a slabošský syn Husajnův Tahmásp II. na tom nebyl schopen nic změnit. Ve zmatcích, jež následovaly, soustředil veškerou moc do svých rukou náčelník kmene Afšárů Nádirkulí Beg, jemuž se v letech 1729–1730 podařilo porazit Afghánce vedené Ašrafem. Nádirkulí Beg vystupující jako vojevůdce Tahmáspa II. (přijal na šáhovu počest jméno Tahmáspkulí Chán) obnovil rychle jednotu říše, v roce 1732 svrhl svého pána a po krátké periodě, kdy se kryl jménem loutkového šáha Abbáse III., přijal v roce 1736 panovnický titul jako Nádir Šáh.
Safíovci pak do perských dějin zasáhli už jen jednou – když měl jejich rod poskytnout legitimitu jinému uzurpátorovi trůnu, Karímu Chánovi, jenž po zavraždění Nádira Šáha (1747) ovládl většinu Íránu. Avšak Safíovec Ismá‘íl III. byl spíše Karímovým vězněm než suverénem. V roce 1773 končí definitivně vláda safíovské dynastie v zemi.

## Náboženská politika
Ačkoli Safíovci nebyli prvními šíitskými vládci Persie, jejich zásluhou je, že se ze šíitismu stalo dominantní vyznání v zemi. Před výboji Ismá‘íla I. existovaly velké šíitské komunity například v Kummu či Sabzeváru a ší‘u podporovali v 10. a 11. století i příslušníci rodu Bújovců, vládnoucí jádru někdejší abbásovské říše. Přesto však většina obyvatel Íránu zůstala až do safíovských dob sunnitská.
Nástup nové dynastie přinesl do náboženské situace v oblasti pronikavé změny. Postupně se ší‘a prosadila ve všech sférách života společnosti a utvořila hierarchická struktura duchovních (‘ulamá) na vrcholu se samotným šáhem, jehož hodnost se začala pokládat za posvátnou. Írán se stal feudální teokracií. Ruku v ruce s tím šlo protežování perštiny na úkor arabského jazyka, takže i literatura bohoslovná a právnická, kde dosud převládal jazyk Muhammadův, byla ve značné míře psána persky. Se sunnitskými dynastiemi v zahraničí se Safíovci nacházeli ve stálém konfliktu.

## Obchod a hospodářství
Pro hospodářství safíovské doby měla značný význam poloha Íránu mezi Středomořím se stále náročnějšími evropskými trhy a Indií a střední Asií na východě. Hedvábná stezka, vedoucí jednou ze svých větví přes severní Írán do Indie, byla obnovena v 16. století, především díky stabilitě nastolené Safíovci. Abbás I. podporoval přímý obchod s Evropou, zejména s Anglií a Nizozemskem, kde vzrůstala poptávka po perských kobercích, hedvábí a textiliích. K dalším exportním artiklům patřili koně, kozí kůže a perly, dovážely se naopak kovové peníze, vlněné textilie z Evropy a bavlněné z Gudžarátu, koření, kovy, káva a cukr.
Vnitřní prosperitu se snažili šáhové zajistit podporou řemesel a zemědělství a za tímto účelem někdy přesouvali z místa na místo celé skupiny obyvatelstva, např. arménské řemeslníky do Isfahánu atd.

## Kultura

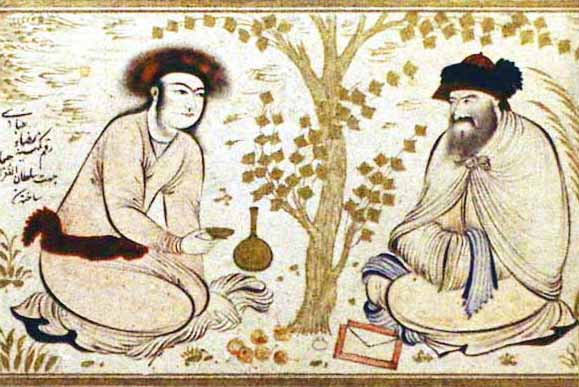
Příklad Abbásího výtvarného stylu

V poezii a písemnictví nepřinesla doba vlády safíovské dynastie mnoho nových podnětů. Oslavné veršované historie se dochovaly jen o Ismá‘ílovi I., přičemž autorem první byl Hátífí a druhé Kásimí. Jednou z příčin, proč se šáhové příliš nezajímali o poezii, bylo tvrdé pronásledování mystiky, z níž perské básnictví dosud čerpalo hlavní inspiraci. V historické produkci je situace o něco lepší, zejména zásluhou Jahjy ibn Abdullatífa al-Kazvíního (práce Lubbu-t-tavárích – Jádro dějin), Hasana Bega Rúmlú (Ahsanu-t-tavárích – Nejkrásnější z dějepisů) a Iskandara Munšího (Ta‘rích-e ‘álamárá-je Abbásí – Svět krášlící historie Abbásova).
V oblasti architektury a výtvarného umění je naproti tomu safíovská epocha jednou z nejvýznamnějších period v historii Íránu, a nejen jeho. Hlavní město Isfahán ozdobilo tehdy rozlehlé náměstí Majdán-e šáh (rozloha 510 × 165 m), kolem něhož se seskupily význačné stavby – komplex bazarů, karavanserájů, medres a mešit (největší je Šáhova mešita – Masdžid-e šáh). Také v ostatních městech vyrostlo mnoho skvostných budov, z nichž vyniká zvláště hrobka zakladatele dynastie Safíuddína v Ardabílu či palác v mázandaránském Ašrafu.
Z malířů vynikl zejména Alí Rezá-je Abbásí (1565–1635), jehož kaligrafický styl ovlivnil řadu následovníků (isfahánská škola) a který zavedl do žánru takové prvky, jako např. polonahé ženy či zvýšený důraz na individuální rysy portrétovaných. Intenzivnější kontakt s Evropou přinesl obohacení stávajících výtvarných forem, přičemž v této oblasti lze pozorovat dokonce i vlivy čínské. Celkem vzato, zažila perská miniatura nebývalý rozkvět a byla napodobována v mnoha muslimských i nemuslimských zemích východu.
Za vlády šáha Abbáse I. žil i jeden z nejproslulejších perských filozofů, známý pod jménem Sadrá či Sadruddín al-Šírází (1572–1641), který se pokusil sloučit Avicennovo učení, sufickou mystiku a šíitskou teologii v jeden celek.

## Politické dědictví
Hlavní zásluhou Safíovců je, že po letech cizí nadvlády vytvořili silný perský národní stát, který navzdory dočasnému rozpadu v 18. století přečkal v podstatě nedotčený až do moderní doby. Vezme-li se v úvahu, že tento stát vznikl v době největšího rozmachu osmanského impéria a jen o něco dříve než mocná říše Velkých Mughalů v Indii, je samotný fakt, že Safíovci dokázali těmto velmocím vzdorovat a ubránit svojí existenci, hodný respektu.

## Seznam safíovských šáhů
- Ismá‘íl I. (1501–1524)
- Tahmásp I. (1524–1576)
- Ismá‘íl II. (1576–1577)
- Muhammad Chodábende (1577–1587)
- Abbás I. Veliký (1587–1629)
- Safí I. (1629–1642)
- Abbás II. (1642–1666)
- Safí II. (Sulajmán I.) (1666–1694)
- Husajn (1694–1722)
- Tahmásp II. (1722–1732)
- Abbás III. (1732–1736)
- Sulajmán II. (1749–1750)
- Isma‘íl III. (1750/1752–1773, jen nominálně v západních provinciích Persie)